# 烏森神社
烏森神社（からすもりじんじゃ）は、東京都港区新橋二丁目にある神社である。

## 祭神
倉稲魂命（稲荷神）・天鈿女命・瓊々杵尊を祀る。

## 歴史
社伝によれば、天慶3年（940年）、平将門が乱を起こした時、鎮守府将軍藤原秀郷（俵藤太）が武蔵国のある稲荷神社に戦勝を祈願したところ、白狐が現れて白羽の矢を秀郷に与えた。その矢によって速やかに乱を鎮めることができたので、それに感謝してどこかに稲荷神社を創建しようと考えていた所、秀郷の夢に白狐が現れ、神鳥が群がる場所が霊地であるとお告げした。秀郷が現在地である桜田村の森に来た所、お告げの通り烏が群がっていたので、そこに神社を創建したのが当社の始まりであるという。
江戸時代の稲荷ブームの際には、初午の稲荷祭の賑わいは《江戸で一二を争うものであった》という（境内案内板における山田將夫宮司の説明、1971年）
新橋には他に日比谷神社があり、大祭は日比谷神社と交互に隔年で行われる。当神社の大神輿は1930年に名人・山本正太郎（通称だし鉄）によって作られた巨大なもの。「だし鉄の最高傑作とも言われている」と境内案内チラシにある。
境内に木遣塚あり。また「心願色みくじ」なるものが頒布されている。
目黒区東山の烏森稲荷神社はこの神社の由来とされる。

## 文化財
- 足利成氏文書（1984年10月15日港区指定文化財）

享徳4年（1455年）1鎌倉公方足利成氏が書いた神願書。翻刻すると《稲荷大明神神願書事　今度発向所願悉有成就者当社可遂修造願書之状　如件　享徳四年正月五日　左兵衛督源朝臣成氏》となる。

## 氏子地域
港区新橋一丁目1･2･13 - 18、二丁目1 - 16･地下街1号、三丁目1 - 21･25、四丁目1 - 4･28 - 31
港区西新橋一丁目3･7 - 24、二丁目1 - 15･20 - 27･36 - 39

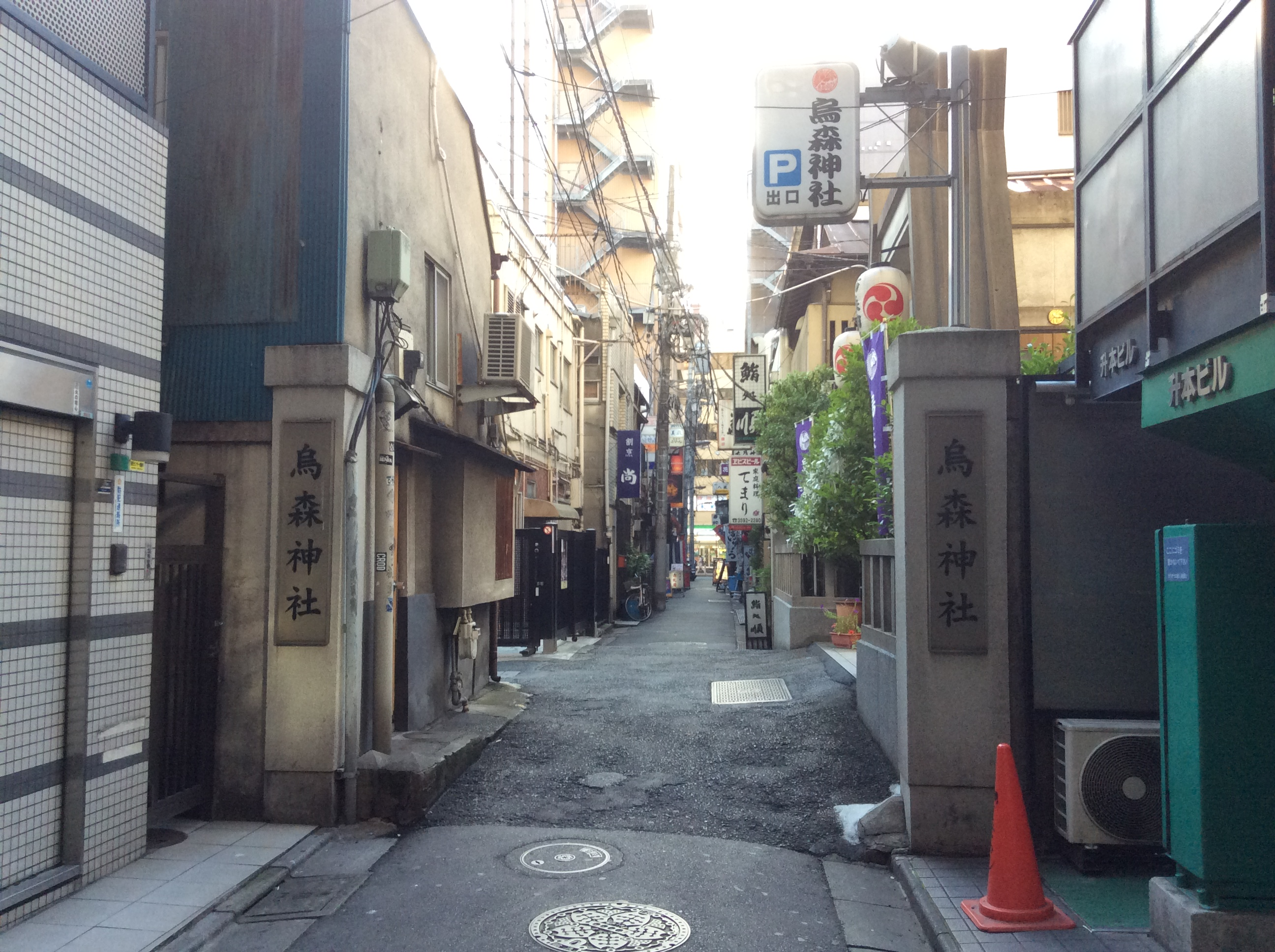
山門（2017年9月）
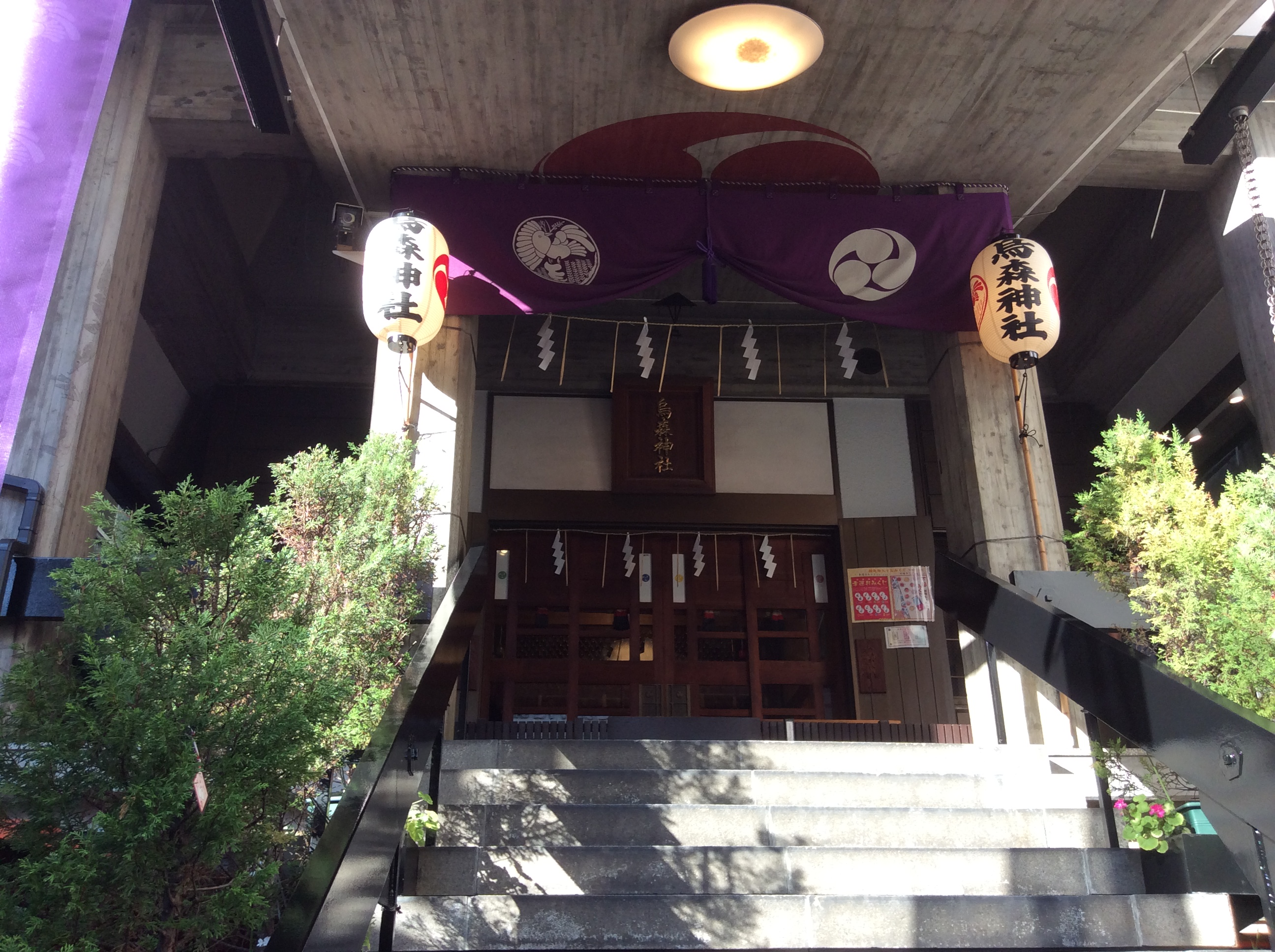
社殿（2017年9月）
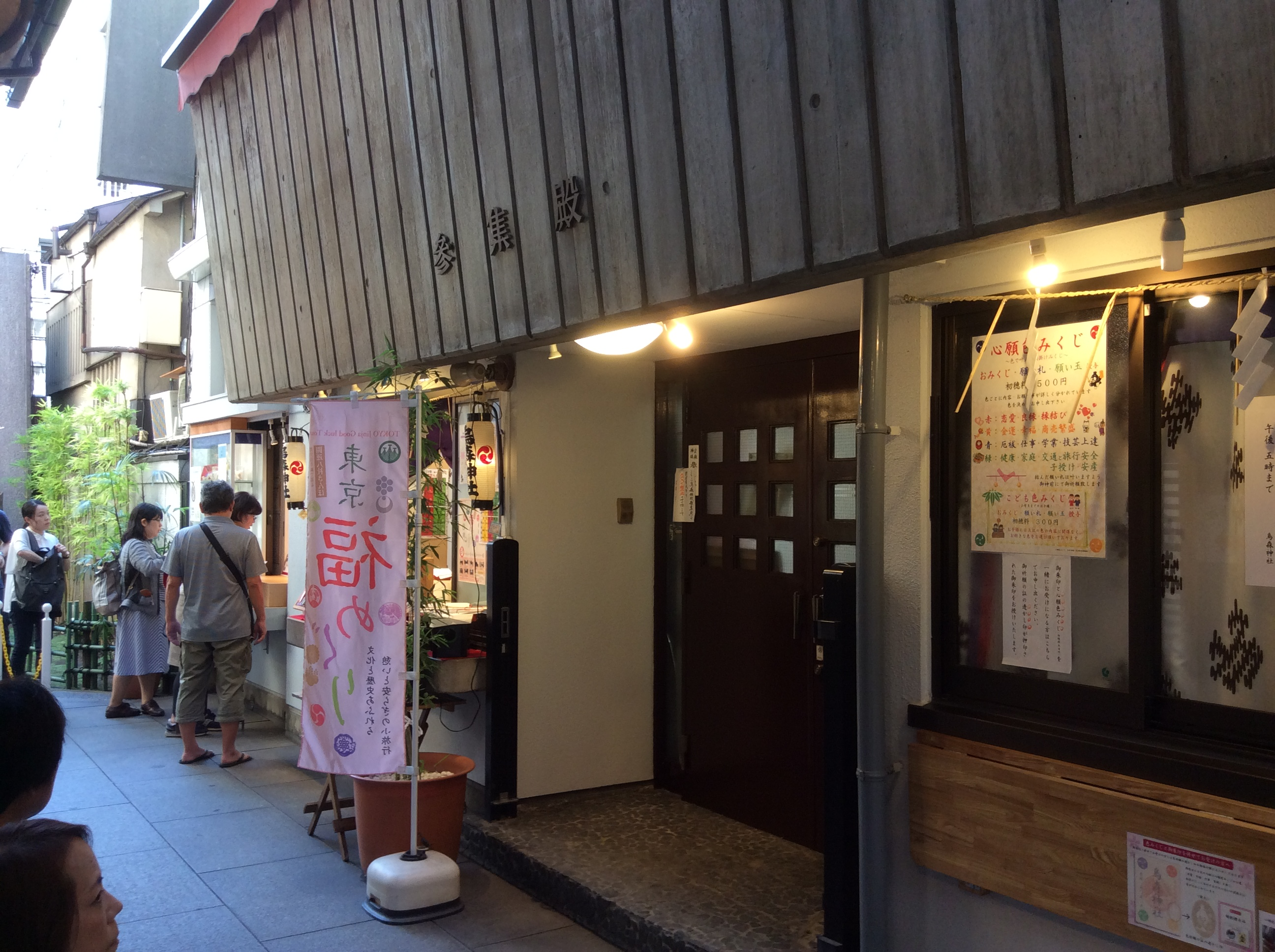
参集殿（2017年9月）

## 交通アクセス
新橋駅烏森口より徒歩2分（経路案内）。